# Glavoč žutac
Glavoč žutac (lat. Gobius xanthocephalus) riba je iz porodice glavoča. Dugo su vođene rasprave oko imena ove ribe, odnosno oko toga da li postoje dvije vrste koje su slične, a ne i iste. Dugo se smatralo da je ovo ista riba kao i glavoč zlatac, iako je Kolombatović odavno ustvrdio suprotno. tek nedavno, žutac je postao priznat kao zasebna vrsta. Glava ovog glavoča je zlatno žuta, a tijelo je prozirno smeđe s tamnim točkicama i mrljama, te je prekrivenio malim ljuskama, glava i vrat nisu. Naraste do 10 cm. Živi na dubimnama 15-80 m, na kamenitom i travnatom terenu. 

## Rasprostranjenost
Glavoč žutac živi u Mediteranu, te u Atlantiku oko Španjolske, te otoka Madeire i Kanara.

## Vanjske poveznice
|  | Zajednički poslužitelj ima još gradiva o temi Gobius xanthocephalus |
|  | Wikivrste imaju podatke o taksonu Gobius xanthocephalus             |